# Trichonothrus austroafricanus
Trichonothrus austroafricanus är en kvalsterart som beskrevs av Sandór Mahunka 1986. Trichonothrus austroafricanus ingår i släktet Trichonothrus och familjen Nothridae. Inga underarter finns listade i Catalogue of Life.